# 遠幌駅
遠幌駅（えんほろえき）は、北海道夕張市にあった三菱石炭鉱業大夕張鉄道線の駅（廃駅）である。大夕張鉄道線の廃止に伴い1987年に廃止された。

## 駅構造
島式ホーム1面2線を有する地上駅であった。駅舎は大きな建物で、遠幌炭鉱の開発に伴い北海道炭礦汽船から寄贈されたものであった。営林署の側線のほか、石炭積込みのための、北夕炭鉱、北菱鹿島炭鉱の構外専用側線があった。

## 歴史
- 1940年（昭和15年）9月1日：遠幌加別停留所として開業、遠幌加別森林鉄道開設、木材積出開始。
- 1942年（昭和17年）
  - 6月1日：旧駅舎完成。
  - 8月1日：遠幌駅に改称、乗降客取扱開始。
- 1943年（昭和18年）10月1日：車扱連絡取扱及び社線内乗車券発売開始。
- 1944年（昭和19年）：遠幌加別森林鉄道廃止。
- 1948年（昭和23年）
  - 1月：北炭遠幌砿送炭開始。
  - 6月18日：北海道炭礦汽船から駅舎・社宅寄贈。
- 1949年（昭和24年）1月11日：旅客及び荷物連絡運輸取扱開始。
- 1954年（昭和29年）11月：北炭遠幌炭鉱、清水沢炭鉱に統合。
- 1968年（昭和43年）12月7日：営林署岐線撤去。
- 1969年（昭和44年）10月1日：三菱大夕張炭礦株式会社大夕張鉄道の駅となる。
- 1970年（昭和45年）：北夕炭鉱専用側線廃止。
- 1972年（昭和47年）9月10日：北菱鹿島炭鉱専用側線廃止。
- 1973年（昭和48年）12月15日：三菱石炭鉱業株式会社線の駅となる。
- 1984年（昭和59年）6月：無人化。
- 1987年（昭和62年）7月22日：廃止。

## 駅周辺
- 遠幌郵便局
- 夕鉄バス南部線「遠幌」停留所（2017年10月1日、路線廃止[2]）。
- 遠幌保育園（廃園)

## 現状
廃止後駅舎は解体、ホームは撤去された。駅前広場の跡が残っている。駅の跡地は住宅が一軒建っているほかは草むらになっている。

## 隣の駅
三菱石炭鉱業
大夕張鉄道線
清水沢駅 - （新清水沢駅） - 遠幌駅 - 南大夕張駅